# Нізарити
Нізарити (араб. النزاريون, латиніз. an-Nizāriyyūn), (Асасини, Неоісмаїліти, Гашашини, Ходжа) — секта в ісмаїлізмі. Сформувалась у XI ст. внаслідок розколу в ісмаїлізмі, що у свою чергу є рухом у шиїтському напрямку ісламу. Нині проживають у 20 країнах, зокрема у Індії, Пакистані, Таджикистані (Гірський Бадахшан), Сирії, Іраку, Омані.

## Історія
Рух нізаритів сформувався в 1094-1095 роках унаслідок призначення фатімідським халіфом Мустансиром як свого наступника не старшого сина Абу Мансур Нізара, а молодшого Абу аль Касима Ахмада. Абу Мансур Нізар після батькової смерті втік до Олександрії, де був схоплений і вбитий. Його прихильники, очолювані проповідником Хасаном ібн Саббахом, оголосили Абу Мансур Нізара істинним халіфом, а його гіпотетичного наступника — прихованим імамом.
Нізаритським рухом в період «схованого імама» керував вищий проповідник — даі ад-дуат, яким 1106 року став Хасан ібн Саббах, що повністю монополізував світську і духовну владу.

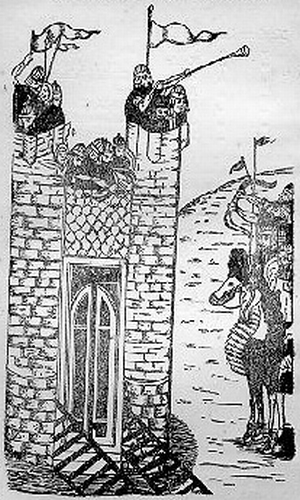
Облога Аламуту

Нізаритська секта поширилась у Ірані та Сирії. Основним засобом боротьби зі своїми противниками нізарити визнавали терор і таємні політичні вбивства, спрямовані проти Аббасидів, Сельджукидів та прихильників інших релігійних поглядів (у тому числі й мусталітів), пізніше — проти хрестоносців. У середовищі нізаритів була сформована каста фідаїв — убивць-смертників, що діяли, зазвичай, під дією гашишу, через що нізарити отримали назву гашашини. Це слово, завдяки хрестоносцям, у Європі вимовлялося як ассасин у значенні «вбивця».
Центром нізаритів була заснована Хасаном ібн Саббахом 1090 року держава навколо фортеці Аламут у гірських районах Ірану. 1164 року третій наступник Хасана ібн Саббаха — Хасан II оголосив себе імамом і проголосив про прихід нової духовної ери «судного дня». Хасан II оголосив необов'язковими всі приписи шаріату. Одначе вже онук Хасана ІІ — Хасан III повернув усі приписи шаріату, і розпочав реформу віровчення спрямовану на реставрацію сунізму, визнав духовну зверхність аббасидського халіфа. Лише наступний імам Мухаммед відмінив нововведення Хасана III.
1256 року війська Чингісхана знищили нізаритську державу в Аламуті.
На початку XII ст. нізарити взяли під контроль північно-західну частину Сирії, де сформували незалежну державу. Очолив цю державу в 1169 році лідер сирійських нізаритів Рашид ад-Дін Сінан, який організував боротьбу з хрестоносцями і місцевими правителями. 1260 року війська Чингіз-Хана знищили і сирійську нізаритську державу.
Нащадки останнього правителя нізаритської держави Аламута Хуршаха впродовж кількох сторіч жили в Ірані, приховуючи свій статус. Лише після приходу до влади династії Сефевідів змогли відкрито очолити нізаритів.
До середини XIX ст. розпорошені общини нізаритів існували в Афганістані, Індії, Ірані та Сирії. 1841 року ісмаїлітський імам Хасан Алі-Шах прийняв титул Ага-хана, вступив у конфлікт з іранською владою і втік до Індії, де організував у Бомбеї ісмаїлітську общину.
Наприкінці XIX ст. общину очолив Ага-хан III, що поставив за мету адаптацію ісмаїлітських ідей до сучасних умов. Унаслідок цього до середини XX ст. нізарити перетворилися на могутнє угруповання, що має зв'язки в фінансових і політичних колах. До кінця XX ст. онук Ага-хана III — Ага-хан IV поширив вплив нізаритів у 20 країнах.